# Irregularinoidea
Irregularinoidea es una superfamilia de foraminíferos del Suborden Fusulinina y del Orden Fusulinida. Su rango cronoestratigráfico abarca desde el Givetiense (Devónico medio) hasta el Viseense (Carbonífero inferior).

## Discusión
Algunas clasificaciones más recientes incluyen Irregularinoidea en el Suborden Parathuramminina, del Orden Parathuramminida, de la Subclase Afusulinina y de la Clase Fusulinata.

## Clasificación
Parathuramminoidea incluye a la siguiente familia:
- Familia Irregularinidae